# Kościół św. Katarzyny Aleksandryjskiej w Krokowej
Kościół św. Katarzyny Aleksandryjskiej w Krokowej – katolicka świątynia parafialna położona w Krokowej.

## Historia
Świątynię wzniesiono jako kościół ewangelicki św. Krzyża („Kreuzkirche”). Budowano go od 9 czerwca 1833 do 12 maja 1850 na miejscu kościoła z XVI wieku. W okresie międzywojennym parafia ewangelicka należała do wejherowskiej superintendentury (diecezji) Ewangelickiego Kościoła Unijnego i była jego najliczniejszą parafią.
W związku z wysiedleniem ludności niemieckiej, w 1945 kościele zaprzestano odprawiania nabożeństw ewangelickich. Przez cały rok świątynia była plądrowana (m.in. skradziono organy). W 1946 została przejęta na potrzeby kultu katolickiego. 4 czerwca 1946 jej poświęcenia dokonał ks. dziekan Feliks Fischoeder z Pucka.

## Architektura
Budowla została zbudowana w stylu neogotyckim na planie krzyża. Ma wysokość 11 metrów (od posadzki do sufitu), długość – 21 metrów, szerokość – 12 metrów. Od strony wschodniej przylega doń mauzoleum dla członków rodziny von Krockow. Budowlę wieńczą dwie płasko zakończone wieże.